# Vores børn
Vores børn er et dansk månedsmagasin der udgives af Oxygen Magasiner.
Vores børn har fokus på forældre med børn i alderen 0-3 år. Magasinet udkom første gang i marts 1989 og udkommer 15 gange årligt, 12 gange som månedsudgivelser og 3 gange som specialudgivelser.